# Bahattin Köse
Bahattin Köse (Hamm, 26 augustus 1990) is een Duits-Turkse voetballer. Hij is een aanvaller die sinds 2014 onder contract staat bij Akhisar Belediyespor.

## Carrière
Bahattin Köse begon zijn voetbalcarrière bij het bescheiden TuS Wischerhöfen. In 2008 werd de jonge spits er weg geplukt door tweedeklasser Rot Weiss Ahlen. Hij speelde er eerst nog een jaar bij de jeugd, nadien maakte hij de overstap naar het eerste elftal. De club zakte in 2010 een reeks lager.
In 2011 stapte de 21-jarige aanvaller over naar derdeklasser Arminia Bielefeld. Bij de middenmoter kwam hij niet vaak aan spelen toe. In mei 2012 tekende hij een contract voor twee seizoenen bij RAEC Mons. Begin 2014 maakte hij de overstap naar Akhisar Belediyespor.
Köse is ook Turks jeugdinternational. In 2011 werd hij ook opgeroepen voor de nationale ploeg van Azerbeidzjan.
1 Werner ·
3 Dussenne ·
4 Franquart ·
7 Matthys ·
8 Mununga ·
9 Nong ·
10 Arbeitman ·
12 Chatelle ·
14 Spungin ·
15 Van Gijseghem ·
16 Köse ·
18 De Belder ·
20 Lorenzi ·
21 Nyoni ·
22 Jarju ·
23 Le Postollec ·
24 Saussez ·
27 Angeli ·
29 Timmermans ·
30 Sapina ·
39 Ntambwe ·
40 Dupire ·
45 Monteyne ·
Coach: Janevski
· Assistent-coach: Demets